# Theodore "T-Bag" Bagwell
Theodore Bagwell o T-Bag es un personaje ficticio de la serie estadounidense de FOX Prison Break, interpretado por el actor Robert Knepper. Es parte del grupo principal de personajes de la serie. Es uno de los internos más peligrosos de la Penitenciaría Estatal Fox River, está considerado un psicópata y pedófilo, a causa de ello, está condenado a la cadena perpetúa por seis cargos de secuestro a niños, violación a niños y varios homicidios en primer grado. No tiene derecho a gozar de Libertad condicional. Es considerado muy agresivo y racista.

## Historia personal
Theodore Bagwell nació en el Condado de Conecuh (Alabama), fruto de una relación incestuosa de su padre y su propia hermana con Síndrome de Down. Él también sufrió abusos por parte de su padre.
Cuando era niño su padre le metió en la cabeza de que iba a ser Presidente de los EE. UU. diciéndole que dijera Sinónimos de hundir, tras ello se ve que sufrió abusos por parte de su padre, en un Capítulo de la segunda temporada de Prison Break.
Desde su juventud, Bagwell estuvo constantemente entrando y saliendo de prisión, sobre todo por vandalismo y la tortura de animales. También fue sentenciado a un reformatorio tras el intento de quemar la casa de su profesor. Allí se hizo miembro de “Alianza por la pureza”, un grupo ficticio de supremacía blanca.
Ya de adulto, empezó a cometer actos criminales más serios como asaltos, intentos de asesinato, asesinatos, violación y secuestro. Llegó a ser el líder de “Alianza por la pureza” dentro de la prisión de Donaldson (Alabama) y bajo su liderazgo la banda llegó a ser tan poderosa en la prisión que el alcaide la desmanteló y envió a T-Bag a Fox River.
Antes de su encarcelación en Fox River, Bagwell eludió a las autoridades e inició una relación con una madre soltera llamada Susan Hollander, que tenía dos niños de su anterior matrimonio. Esta fue una de las historias reflejadas en el episodio retrospectivo de la primera temporada, “Brother´s Keeper”. Tras darse cuenta de que él era un asesino y violador buscado (viendo el programa de TV “America´s Most Wanted”), Susan Hollander llamó a la policía. T-Bag se había enamorado de Susan y quería intentar cambiar, pero su traición le hizo sentenciar que “este viejo hijo de puta vendrá directo a casa”.
Tras comprobar que no había miembros de “Alianza por la pureza” en Fox River, T-Bag empezó una nueva época para la banda. Su crecimiento le dio importante influencia dentro de los muros. Como bisexual, no tenía reparos en buscar gratificación sexual por parte de otros presos, a menudo jóvenes.

## Apariciones
T-Bag aparece en todos los episodios de la primera temporada, excepto en el primero de ellos, “Pilot”, como parte importante de la trama principal. Sin embargo no aparece en todos los episodios de la segunda. Un joven Theodore es interpretado por Michael Gohlke en una secuencia retrospectiva del episodio “Bad Blood”.
El personaje fue presentado en la serie como recluso en la Penitenciaría Estatal Fox River y líder del grupo de supremacistas blancos y como alguien que muestra poco arrepentimiento por sus crímenes.

## Primera temporada
Tras la llegada de Michael Scofield a Fox River, T-Bag le quería como su nuevo “amigo especial” pero no tuvo éxito. Durante los disturbios relatados en el episodio “Allen”, su actual “amigo especial” resultó herido mortal. Creyendo que Scofield lo había matado, T-Bag clamó venganza pero fue parado por John Abruzzi.
Durante un segundo disturbio en un posterior episodio, T-Bag descubre el plan de fuga y amenaza con contarlo a todos los reclusos si Michael y los demás no lo incluyen. Sin otra elección posible tienen que aceptarlo. Más adelante, cuando el grupo se da cuenta de que son demasiados para que la fuga sea exitosa, John Abruzzi le da un ultimátum: o deja el grupo de fuga o muere. Como represalia, T-Bag le corta la garganta pero falla en el intento de matarle.
T-Bag, en un segundo intento de deshacerse de Abruzzi, es parado por Benjamin Miles "C-Note" Franklin, quien le recuerda que Abruzzi es quien va a proveer el transporte necesario para la huida.
En el penúltimo episodio de la temporada, T-Bag finalmente escapa de la prisión con Michael y otros seis presos.

## Segunda temporada
Tras la fuga y con sospechas de que va a ser dejado atrás por el resto de los fugados se esposa a Michael Scofield. Esto hace que la huida se complique ya que se va demorando. Al llegar a un almacén, Abruzzi, para evitar más retrasos no duda en cortarle la mano con un hacha. Abandonado a su suerte, consigue llegar hasta una clínica veterinaria donde obliga al veterinario a que le cosa la mano de nuevo.
Con la mano ya cosida, mata al veterinario y se encamina hacia Utah por los 5 millones de dólares. En la oficina de la propiedad de Toeele roba el mapa donde se encuentra el rancho doble KK. Lincoln y Michael se encuentran con él, pero se traga el mapa antes de que se lo quiten. Les dice que lo tiene memorizado y que les llevará hasta el lugar si comparten el dinero. Después de desenterrar el dinero, consigue engañar a sus compañeros y se queda con el dinero.
Guarda el dinero en una taquilla de la estación de tren. Brad Bellick y Roy Geary consiguen dar con él en la casa en la que vivía Susan Hollander y lo retienen. Lo torturan hasta que consiguen la llave de la taquilla. Es atado y abandonado en la casa mientras Bellick ha llamado a la policía para que vengan a detenerlo. En una medida desesperada, T-Bag consigue huir de la casa no sin dejar su mano mutilada atada a un radiador. Encuentra a Geary, quien había traicionado a Bellick y llevado el dinero, y lo mata. Antes de huir de nuevo con el dinero, T-Bag tiende una trampa a Bellick implicándole en la muerte de Geary.
T-Bag finalmente localiza a Susan y a sus hijos en su nuevo hogar en Ness City, Kansas. Los retiene por un par de días hasta que se los lleva al hogar de su infancia en Alabama, donde les dice que ellos son su “salvación” y que quiere reconstruir su hogar haciéndolos parte de su familia. Pese a todo esto, Susan le dice que ellos nunca serán capaces de quererle. Roto por el rechazo de Susan, finalmente los deja y llama a la policía para que les liberen.
T-Bag toma la decisión de viajar a Tailandia. Tras tomar la identidad de un terapeuta al que asesina, T-Bag compra un billete a Bangkok y embarca en un vuelo procedente de Chicago en el que casualmente está viajando Bellick. Tras reconocerlo en el Aeropuerto Internacional de la Ciudad de México, tiene que esconderse y consecuentemente no puede recoger su dinero en la cinta de equipajes. Luego se topa con un guardia de seguridad en su intento por recuperar la mochila pero es vencido y tiene que huir al tiempo que las imágenes de las cámaras de seguridad son transmitidas a la policía mexicana. Así es localizado y atrapado por La Compañía, quienes le ofrecen su libertad a cambio de viajar a Panamá para servir de carnada para atrapar a Michael Scofield. 
Tras llegar a Panamá y evitar por poco ser capturado por Sucre y Bellick, T-Bag (ayudado y asesorado por hombres de La Compañía) arma una trampa para inculpar a Lincoln y Michael de la muerte de una prostituta a la que asesinó por insultar a Susan. Aunque son Bellick, Sucre y también Michael quienes por tratar de atraparlo caen en ella; T-Bag aprocecha un descuido y escapa de ellos a disparos, hiriendo a Bellick en su pierna (resultando este el único inculpado), pero es capturado de nuevo por Sucre y Michael. Escapa una vez más apuñalando a Sucre con un destornillador, pero es perseguido por Michael hasta una casa abandonada. Tras rechazar una tregua, Michael, quien se siente responsable por todas las muertes ocasionadas por T-Bag tras la fuga, consigue apresarlo dejándolo con la mano que le queda ensartada en el suelo y a expensas de la policía panameña.
T-Bag es visto por última vez gritando, en una celda panameña, a un hombre de La Compañía.

## Tercera temporada
T-Bag ingresa en Sona. Dentro encuentra a Michael Scofield, Bellick y Mahone. Pronto utilizará su inteligencia y todas las artimañas posibles para ascender rápidamente de puesto en la cárcel panameña.
Consigue el puesto de traficante de drogas de la prisión después de asesinar al hombre que ocupaba ese puesto con anterioridad y se hace con la confianza de "Lechero" el recluso jefe de la penitenciaría.
Aprovechando este puesto y la confianza que adquiere con lechero T-Bag consigue introducirse en el plan de fuga de Michael Scofield.
T-Bag va ganando popularidad entre los presos, excepto por parte de Sammy, la mano derecha de Lechero. T-Bag se las arregla para no luchar con él y Sammy resulta muerto al caerle encima parte del túnel que Michael y los demás estaban cavando.
Durante la fuga, T-bag y Lechero amenazan a Michael con matar a Whistler si no les deja salir a ellos primero, pues Michael les dice que solo tienen 30 segundos para salir. Michael accede, pero les tiende una trampa. Deja que salgan primero T-bag, Lechero y Bellick, mientras los demás esperan en el túnel. Los guardias detienen a T-bag y Bellick y le disparan a Lechero, mientras los demás aprovechan la confusión para escapar. 
T.bag encuentra el libro de Whistler y se lo guarda, sin que nadie se dé cuenta. Después, T.Bag engaña a Lechero diciéndole que pueden escapar sobornando a los guardias. Lechero hace que sus hombres le lleven una gran cantidad de dinero, y una vez lo tienen, T.Bag mata a Lechero ahogándolo y se proclama el nuevo jefe de Sona.

## Cuarta temporada
T-bag consigue escapar de Sona al causar un incendio dentro de la prisión. En esta fuga logran escapar también Sucre y Bellick. Una vez fuera y con el librito de aves en su poder, decide ir a la dirección que se marca en este. Dicha dirección correspondería a un casillero y en su interior encontraría una identidad falsa lista para ser usada por él (la identidad era para James Whisler). Consigue trabajo en GATE, una compañía donde entraría como un vendedor estrella. Todo lo que llegó a obtener se le escapó de las manos una vez más por culpa de Michael y los demás, que se toparon con él en la búsqueda de Scylla. T-bag termina uniéndose al equipo de Linc en la búsqueda de Scylla hasta que recibe una paliza y traiciona a sus compañeros con el General Krantz. Es así como termina trabajando para él y la compañía, hasta que nuevamente Michael y los demás detienen sus malévolas acciones. Hacia el final, Paul Kellerman (el supuestamente fallecido agente secreto de la expresidenta Reynolds) reaparece como el gran salvador de Michael y sus amigos, y le cambia a este Scylla por la libertad de todos, menos la de T-bag, la cual dejan al criterio del equipo. Deciden desearle buena suerte en Fox River y le dan un chicle como consuelo. Theodore los maldice. T-bag vuelve a la cárcel (en Miami), esta vez acompañado del General Krantz; donde pasa desapercibido hasta que colabora con Michael para la fuga de Sara y le pillan, como sanción, es metido en el agujero, y una vez allí maldice a Michael Scofield. Poco tiempo después, se le muestra de vuelta en Fox River, como líder nuevamente de un grupo de presos, y con un nuevo "amigo especial".

## Otras apariciones
T-Bag, aparece también de nuevo en el tercer episodio de la primera temporada de Breakout kings, en el cual, escapa una vez más de Fox River, para visitar a su madre, la cual había sido violada por dos exempleados de la residencia en la que estaba alojada. Durante la huida, asesina a estos dos hombres, además asesinar a otras 6 personas.

## Asesinatos cometidos por Bagwell
- 6 Adolescentes desconocidos:violados y asesinados luego de que estos le robaran 6 de sus cervezas, que estaba enfriando en un río cercano, antes de su encarcelamiento en Fox River
- Recluso Negro desconocido: lo degolló con una navaja durante los disturbios raciales (Allen).
- C.O Bob Hudson: lo acuchillo en el estómago y luego lo lanzó hacia el vacío durante la revuelta, para evitar que hablase sobre el plan de escape de Michael Scofield (Riot, Drills and The Devil part 2).
- Dr.Marvin Gudat: le inyectó un fuerte sedante muscular causándole una embolia, lo mató debido a que lo reconocería como uno de los fugados de Fox River (Otis).
- Jerry Curtin: lo golpeo brutalmente con una plancha en la cabeza, para evitar que lo maten por intentar pervertir sexualmente a su hija (First Down).
- Roy Geary: lo golpeo repetidas veces en la cabeza con una botella de champán en venganza por robarle los 5 millones de dólares, más tarde causó que Brad Bellick fuese encarcelado por ese hecho (Bolshoi Booze).
- Veterano de Vietnam Desconocido: Posiblemente acuchillado con un vidrio roto en el cuello para robarle su mano prostética (The Killing Box).
- Denise: no se sabe cómo la mató, probablemente le rompió el cuello, tras descubrir que era uno de los fugados de Fox River (The Killing Box).
- Erik Stammel: lo golpeo repetidas veces en la cabeza con un candelabro, solo para robarle su identidad (Wash).
- Chi Chi: fue estrangulada por Bagwell tras insultarlo a él y a Susan Hollander (Panama).
- Flora: le disparó en el pulmón, por órdenes de La Compañía con tal de hacerle un montaje a Brad Bellick, Fernando Sucre y Michael Scofield para encerrarlos en Sona (Fin del Camino).
- Juan Nieves: lo asfixio con una bolsa plástica para ganar un puesto en la banda de Lechero (Good Fences).
- Norman St. John:conocido como Lechero lo asfixio con una almohada a petición del mismo lechero, después de darse cuenta de que nadie lo iba a curar del el disparo y que moriria de todas formas (The Art of a Deal).
- Otros Reclusos de Sona: todos murieron en un incendio provocado por T-Bag, para escapar de Sona junto a Brad Bellick y Fernando Sucre, aunque estos 2 últimos solo escaparon para protegerse del incendio (entre la temporada 3 y la temporada 4).
- Sancho: accidentalmente provocó que se golpeara la cabeza con una roca cuando intentó matar a Bagwell tras quedar varados por horas en un desierto, luego se alimentó de su cadáver cocinando a fuego lento por partes (Breaking and Entering).
- Vincent Sandinsky: le disparó en el corazón por órdenes del General Krantz tras negarse a darle la ubicación de Scylla (Son of a Bitch).
- C.O desconocido: lo acuchillo en el cuello con un trozo de madera de su prótesis para escaparse de Fox River otra vez (The Bag Man).
- Conductor del camión transportador: le disparó dos veces en el pecho con el arma del guardia anterior para escapar(The Bag Man).
- Arthur Bradshaw y otro Paramedico Desconocido: les disparó en la cabeza a ambos para robar una ambulancia (The Bag Man).
- Wayne Garrett y Lorraine Rome: los torturó acuchillándolos y luego les disparó (The Bag Man).

michael scofield: lo apuñala por la espalda
- Rodney Johnson: lo arrojo hacia una máquina trituradora de piedras, Ray Zancanelli intento salvarlo, pero finalmente Johnson cae y es triturado (The Bag Man).
- Emily Blake: Se enfureció y le quebró el cuello después de que ella mató a su hijo. Motivo por el cual lo llevaron de regreso a Fox River (Behind the eyes).
- Jacob/Poseidon: Terminó siendo el compañero de celda de T-Bag en Fox River y se ve que lo ataca mas no se sabe cómo, lo cual queda al criterio del espectador (Behind the eyes).